# Brita Ellström

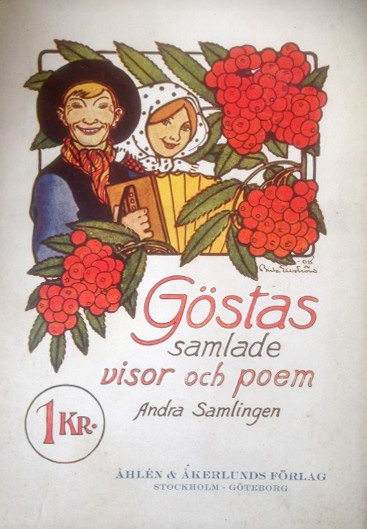
Omslag till: Göstas samlade visor och poem.

Clara Birgitta (Brita) Ellström, född 28 augusti 1873 i Stockholm, död 20 april 1945 i Stockholm, var en svensk konstnär och illustratör.
Hon var dotter till snickarmästaren Leonard Ellström och Carolina Jonsson.
Ellström studerade vid Konstakademien i Stockholm 1894–1899; avslutningsåret tilldelades hon en kunglig belöningsmedalj. Hon företog som Jenny Lind-stipendiat resor till Paris, Holland, Belgien och Italien 1902–1905. Under perioden utomlands målade hon oljemålningar med genreartade motiv. Hon deltog i Axel Tallbergs etsningskurs 1895–1896 som möjliggjorde för henne att nästan helt gå över till illustrationsarbeten. Hon specialiserade sig på barn- och ungdomsböcker, bland annat illustrerade hon Mark Twains Huckleberry Finns äventyr, Johan Kiewits Dirk Trom, Charles Dickens Oliver Twist. Hon medverkade i utställningar med Föreningen Svenska Konstnärinnor på Konstakademien. Ellström är representerad med en etsning vid Nationalmuseum.